# Kamenná
Kamenná este o arie protejată (arie specială de conservare — SAC, sit de importanță comunitară — SCI) din Republica Cehă întinsă pe o suprafață de 2,91 ha, integral pe uscat.

## Localizare
Centrul sitului Kamenná este situat la coordonatele 50°34′14″N 15°47′24″E / 50.570556°N 15.79°E.

## Înființare
Situl Kamenná a fost declarat sit de importanță comunitară în noiembrie 2009 pentru a proteja un număr necunoscut de specii din flora spontană și fauna sălbatică aflate în arealul zonei. Situl a fost protejat și ca arie specială de conservare în iulie 2014.

## Biodiversitate
Situată în ecoregiunea continentală, aria protejată conține 1 habitat natural: Pante stâncoase calcaroase cu vegetație casmofită.
La baza desemnării sitului se află un număr nedeclarat de specii protejate.